# Macrocossus caducus
Macrocossus caducus är en fjärilsart som beskrevs av Clench 1959. Macrocossus caducus ingår i släktet Macrocossus och familjen träfjärilar. Inga underarter finns listade i Catalogue of Life.